# Sternstraße 39

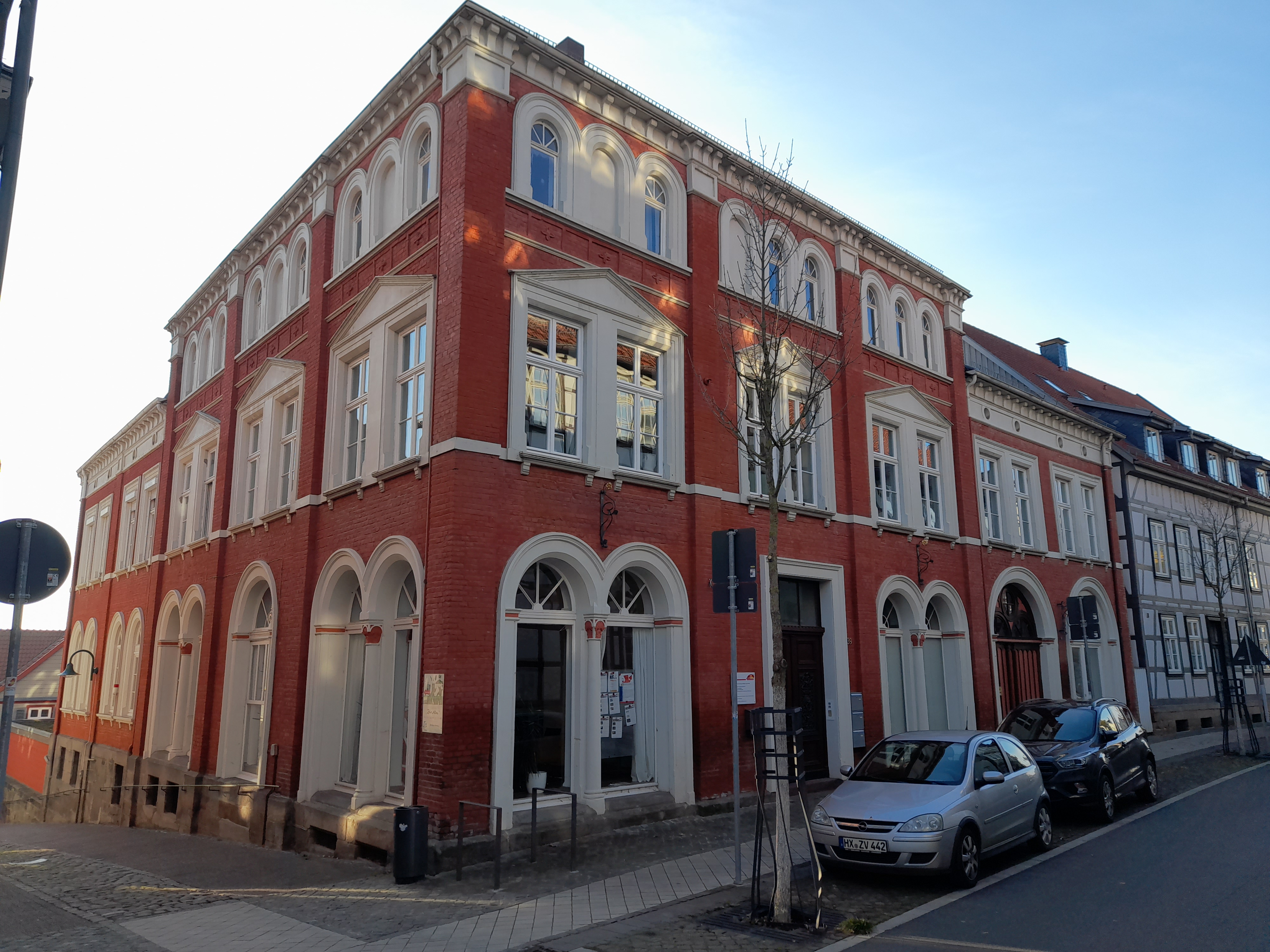
Warburg, Sternstraße 39

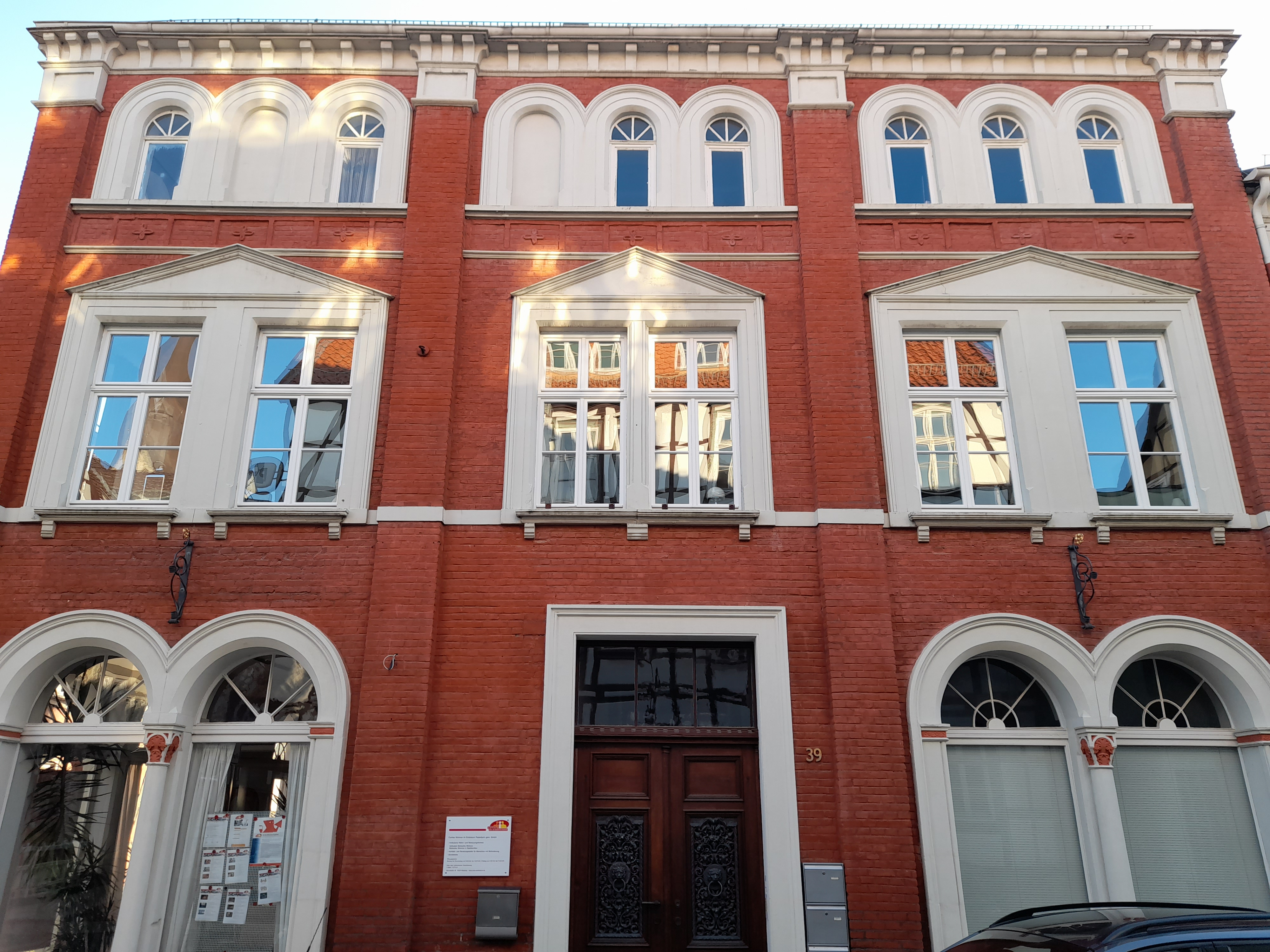
Hauptfassade

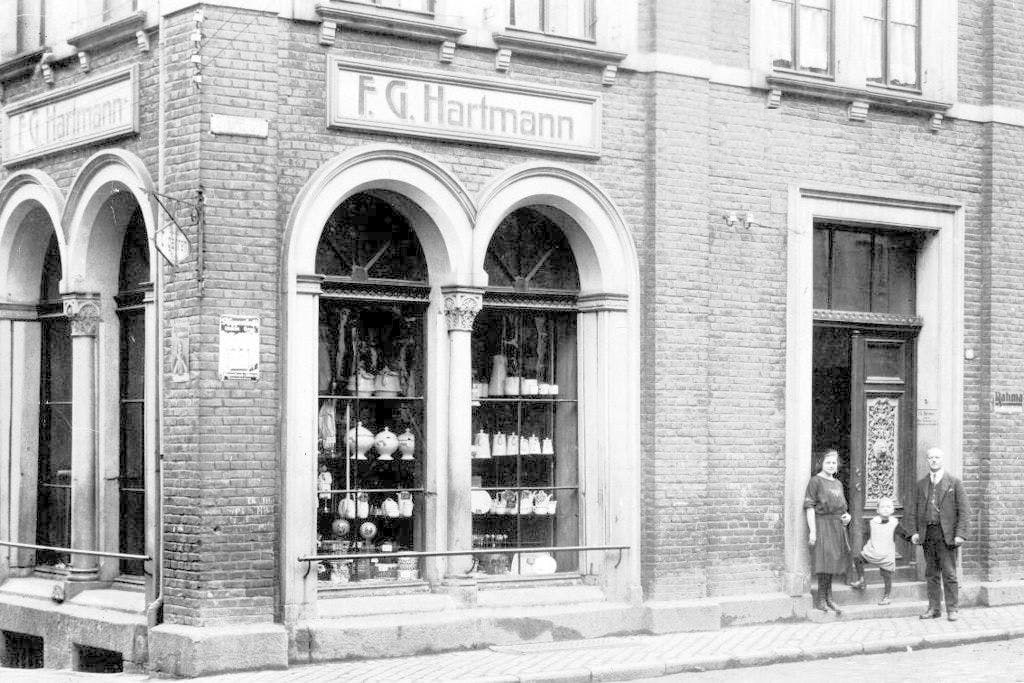
Franz Xaver Hartmann und seine Frau Elisabeth mit vor der Eingangstür. Aufnahme von 1925

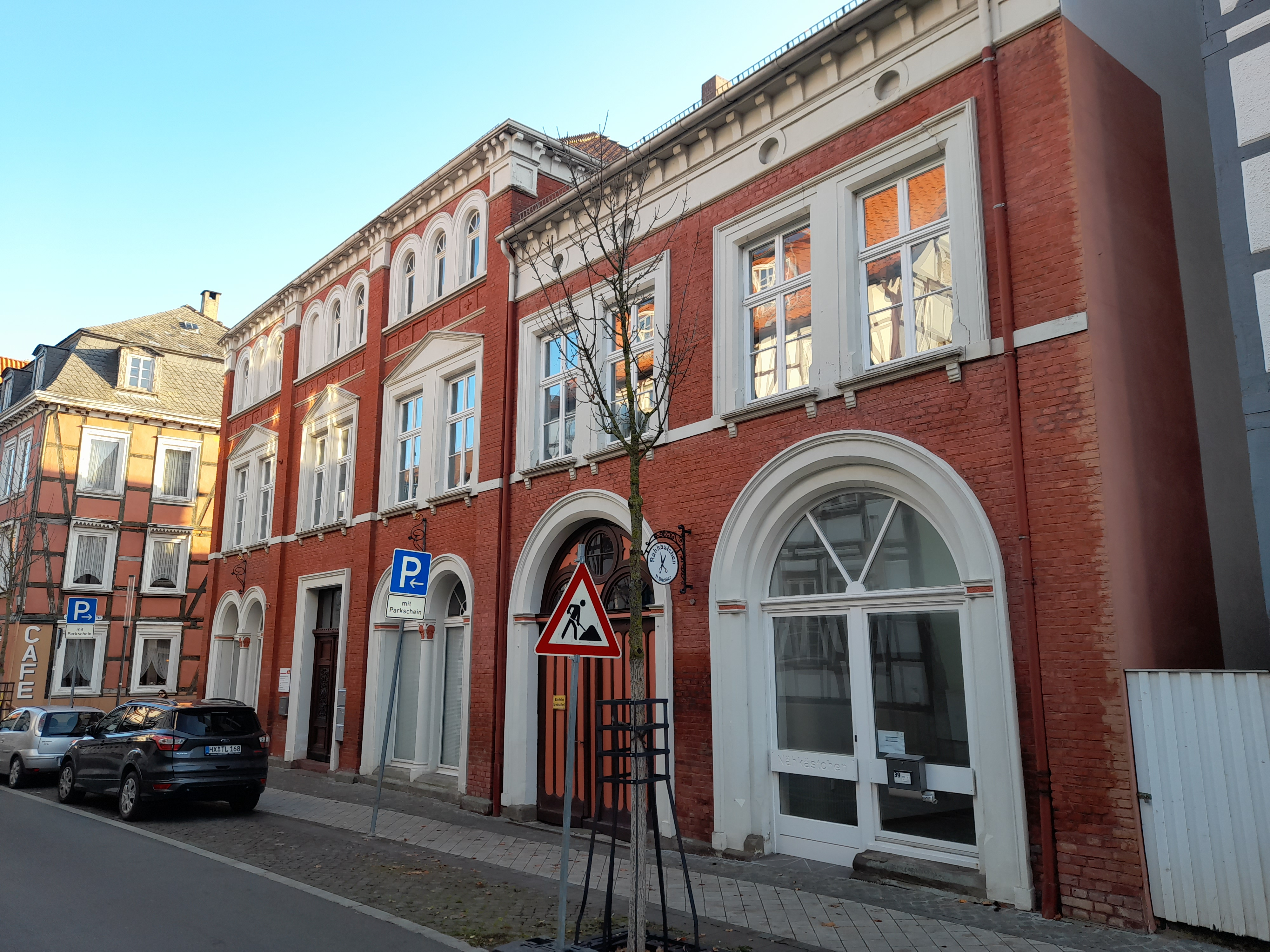
Seitenflügel an der Sternstraße

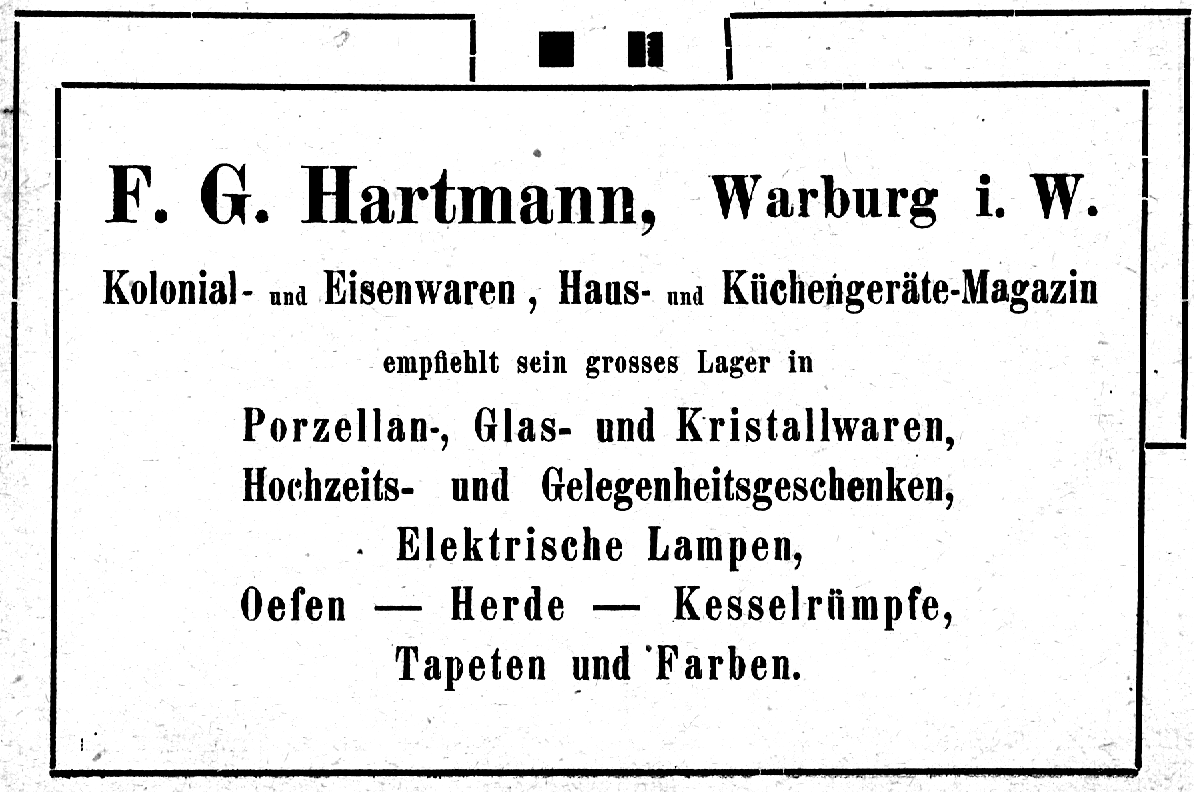
Werbeanzeige F.G.Hartmann, Warburger Kreis-Kalender 1921

Das Haus Sternstraße 39 ist ein um 1860 im Rundbogenstil erbautes Wohngeschäftshaus in Warburg. Es steht unter Denkmalschutz und ist in der Liste der Baudenkmäler in Warburg eingetragen.

## Architektur
Das Haus wurde als dreigeschossiger Massivbau an der Ecke Sternstraße/Zwischen den Städten errichtet. Das Dach ist als pyramidenförmig ausgebildet. Dem Hauptgebäude schließen sich an beiden Straßen zweigeschossige Anbauten an. Die Fassaden bestehen aus Ziegelstein-Sichtmauerwerk und sind mit Lisenen in jeweils drei Bereiche gegliedert. Die Öffnungen sind mit Stuck aus profilierten Laibungen versehen. Dabei handelt es sich im Erdgeschoss um rundbogige Schaufenster, die jeweils paarweise gekoppelt sind. Die rechteckigen Fenster im Obergeschoss sind ebenfalls gekoppelt und zum Teil mit Verdachungen versehen. In der dritten Etage des Hauptgeschosses sind die Fenster kleiner, in Dreiergruppen zusammengefasst und wieder als Rundbogenfenster ausgebildet. Nach oben werden die Fassaden durch ein kräftiges Gebälkgesims aus Stuck abgeschlossen.

## Geschichte
Am 12. November 1857 gab es im Bereich Sternstraße/Marktstraße/Mittlere Straße (heute: Josef-Wirmer-Straße) einen Großbrand, dem 16 Wohnhäuser und sechs Scheunen zum Opfer fielen, zu denen auch der Vorgängerbau des Hauses gehörte. Dank der damals schon bestehenden Feuerversicherung konnte ein Wiederaufbau recht schnell erfolgen. Dabei orientierte man sich an der Architektur des 1850 bis 1853 nach Plänen von Julius Eugen Ruhl entstanden Warburger Bahnhofes. Bauherr war der aus einer vermögenden Warburger Familie stammende Kaufmann Wilhelm Anton Fischer. Wie die großen Rundbogenfenster zeigen, wurde das Haus gleich als Wohngeschäftshaus konzipiert. Dabei waren die Geschäftsflächen links und rechts von einem Mittelflur, der zu einer geräumigen Treppe nach oben führte, angeordnet.
1880 erwarb der 42-jährige Franz Georg Hartmann (1838–1930) das Haus. Als in der Eisenhoitgasse geborener Sohn des Schreinermeisters Johannes Hartmann hatte dieser eine kaufmännische Ausbildung beim Kaufmann Urban genossen und war danach als Reisender tätig gewesen. Unter der Firma wurden seitdem über zwei Generationen Kolonialwaren, Eisenwaren, Porzellan und Haushalts- und Küchengeräte und vieles mehr verkauft und in den Bereichen "eine führende Stellung" erreicht. Franz Georg Hartmann war mit Maria Wigand verheiratet. Aus der Ehe gingen 13 Kinder hervor.
Im Haus Sternstraße 39 hatte in den beiden letzten Jahrzehnten des 19. Jahrhunderts zudem das einzige private Bankhaus der Stadt seinen Sitz. Die Brüder Sally und Alex Flechtheim betrieben dort ihr Geschäft und Sally Flechtheim wohnte mit seiner Familie unter dieser Adresse. Das Bankhaus Flechtheim wurde 1900 nach dem Tode von Alex Flechtheim an den Padersteinschen Bankverein veräußert, der sie bereits 4 Jahre später an die Bergisch-Märkische Bank weiterverkaufte. Sally Flechtheim verzog mit seiner Familie nach Berlin.
1906 übergab Franz Georg sein Geschäft an seinen Sohn Franz Xaver, um sich stärker seinen Ehrenämtern zu widmen. 52 Jahre lang war er Mitglied des Kirchenvorstandes der Neustädter Pfarrgemeinde. Im Oktober 1918 wurde er mit dem päpstlichen Orden „Pro Ecclesia et Pontifice“ ausgezeichnet. Noch als 80-Jähriger trug er mit anderen bei den Prozessionen den Baldachin. Der Freiwilligen Feuerwehr gehörte er als Gründungsmitglied an. Nach wie vor engagierte er sich zudem im Geschäft seines Sohnes, wo er die Kasse führte und für die Korrespondenz nach auswärts zuständig war. Er starb 1930.
Sein Sohn Franz Xaver präsentierte sich im März 1925 mit seiner Ehefrau Elisabeth und einem Kind vor der Eingangstür dem Fotografen. Wenige Monate wurde er zum Schützenkönig ernannt, mit Berta Milsch als Schützenkönigin. Franz Xaver starb 1938. Das Geschäft führte seine Witwe Elisabeth, eine Tochter des Bäckers Heinrich Michels, weiter. Noch im Warburger Adressbuch von 1958 findet sich der Eintrag: „Elisabeth Hartmann, Geschäftsinhaberin, Haus und Küchengeräte“. Sie starb am 13. Juli 1967. Danach wurden die Geschäftsräume an das Textilgeschäft "Druszba" und später an die "Druckerei Conze" aus Borgentreich vermietet.
Am 29. April 1985 wurde das Haus unter Denkmalschutz gestellt. In der Begründung heißt es: "„Durch sein Bauvolumen und die reiche Baugliederung hat der Backsteinbau eine wichtige städtebauliche Wirkung, seine Bedeutung wird durch die anspruchsvolle Innenausstattung ergänzt.“